# Chŏng Chung-bu
Chŏng Chung-bu (hangeul : 정중부 ; hanja : 鄭仲夫 ; RR : Jeong Jung-bu), est un chef militaire coréen né en 1106 et mort le 18 octobre 1179. C'est l'un des chefs du Régime militaire du Koryŏ. Il accède au pouvoir en 1174 en faisant assassiner son prédécesseur Yi Ŭi-bang, et est lui même assassiné par son successeur Kyŏng Tae-sŭng.